# روجر تريسي
روجر تريسي (بالإنجليزية: Roger Tracy)‏ هو سياسي أمريكي، ولد في 27 سبتمبر 1938، وتوفي في 27 سبتمبر 2007. حزبياً، نشط في الحزب الجمهوري. وقد انتخب عضو مجلس نواب أوهايو.